# Jarzębina (Pommeren)
Jarzębina is een plaats in het Poolse district  Kwidzyński, woiwodschap Pommeren. De plaats maakt deel uit van de gemeente Ryjewo en telt 130 inwoners.